# هان هان
هان هان (انگلیسی: Han Han؛ زادهٔ ۲۳ سپتامبر ۱۹۸۲) نویسنده، کارگردان، راننده رالی حرفه‌ای، خواننده، خالق مجله پارتی و محبوب‌ترین وبلاگ نویس چینی است. او تا به امروز هفت رمان منتشر کرده‌است و آژانس ادبی پنی مستقر در هنگ کنگ را مدیریت می‌کند. او در زمینه تولید موسیقی نیز فعالیت دارد. در می ۲۰۱۰، هان هان به عنوان یکی از تأثیرگذارترین افراد جهان توسط مجله تایم انتخاب شد. در سپتامبر ۲۰۱۰، مجله بریتانیایی نیو استیتسمن هان هان را در رتبه ۴۸ در فهرست "۵۰ چهره تاثیرگذار جهان در سال ۲۰۱۰" قرار داد.

## فیلمشناسی

### آثار کارگردانی
- قاره (۲۰۱۴)
- مرد پنکیک (۲۰۱۵)
- سوار بر باد (۲۰۱۷)
- اسب بالدار (۲۰۱۹)
- هجوم احمق‌ها (۲۰۲۲)
- زاده‌شده برای پرواز (۲۰۲۳) - فقط تهیه‌کننده
- اسب بالدار ۲ (۲۰۲۴)